# Karol Linetty
Karol Linettyⓘ (ur. 2 lutego 1995 w Żninie) – polski piłkarz, występujący na pozycji pomocnika w tureckim klubie Kocaelispor oraz w reprezentacji Polski.
Uczestnik Mistrzostw Świata 2018, Mistrzostw Europy 2016 i Mistrzostw Europy 2020.

## Kariera klubowa
Linetty jest wychowankiem Lecha Poznań. Swoją karierę piłkarską rozpoczynał w Sokole Damasławek, z którego w 2006 trafił właśnie do akademii Lecha. W Ekstraklasie zadebiutował 2 listopada 2012 podczas wygranego 1:0, wyjazdowego meczu z Wisłą Kraków, zaś pierwszego gola zdobył 1 marca 2014 w wygranym 4:0 spotkaniu z Piastem Gliwice. W sezonie 2014/2015 zdobył z Lechem Poznań mistrzostwo Polski, zaś 10 lipca 2015 sięgnął z poznańskim zespołem po Superpuchar Polski. W meczu o to trofeum jego zespół pokonał na własnym stadionie 3:1 Legię Warszawa, a Linetty w 87. minucie spotkania strzelił bramkę na 3:0. W 2015 młody pomocnik został wybrany Odkryciem roku w Plebiscycie Tygodnika Piłka Nożna. Łącznie w barwach Lecha Poznań rozegrał 112 meczów, w których strzelił 11 bramek.
29 lipca 2016 podpisał pięcioletni kontrakt z włoskim klubem UC Sampdoria. W nowym zespole oficjalnie zadebiutował 14 sierpnia 2016, w wygranym 3:0, meczu Pucharu Włoch przeciwko Bassano, notując asystę przy bramce Ante Budimira. 21 sierpnia 2016 w meczu z Empoli FC (1:0) zadebiutował w Serie A, natomiast 7 maja 2017, w meczu przeciwko S.S. Lazio (3:7), strzelił swoją pierwszą bramkę w tej lidze. W barwach Sampdorii rozegrał łącznie 132 mecze zdobywając 11 bramek i notując 13 asyst.
26 sierpnia 2020 za ok. 10 mln euro przeszedł do Torino, podpisując czteroletni kontrakt. W zespole „Granata Toro” zadebiutował 19 sierpnia 2020 roku w spotkaniu ligowym z AC Fiorentiną. Pierwszą bramkę w nowych barwach zdobył 23 października 2020 w zremisowanym 3:3 meczu z Sassuolo.
14 sierpnia 2025 został zawodnikiem tureckiego ekstraklasowego Kocaelispor.

## Kariera reprezentacyjna
Z reprezentacją Polski do lat 17 awansował do półfinału na Mistrzostwach Europy U-17 2012.
18 stycznia 2014 zadebiutował w seniorskiej reprezentacji Polski zdobywając bramkę w 56. minucie towarzyskiego meczu przeciwko Norwegii.
30 maja 2016 został powołany przez selekcjonera Adama Nawałkę do 23-osobowej kadry Polski na Euro 2016, jednak na turnieju nie wystąpił w żadnym spotkaniu.
W 2017 wystąpił na rozgrywanych w Polsce, Mistrzostwach Europy do lat 21.
W 2018 został powołany do reprezentacji Polski na Mistrzostwa Świata w Rosji, jednak (podobnie jak dwa lata wcześniej) nie wystąpił w żadnym spotkaniu.

## Statystyki

### Klubowe
(aktualne na 5 lutego 2023)
| Klub               | Sezon              | Liga               | Liga  | Liga   | Puchar kraju | Puchar kraju | Europa | Europa | Inne  | Inne   | Suma  | Suma   |
| Klub               | Sezon              | Liga               | Mecze | Bramki | Mecze        | Bramki       | Mecze  | Bramki | Mecze | Bramki | Mecze | Bramki |
| ------------------ | ------------------ | ------------------ | ----- | ------ | ------------ | ------------ | ------ | ------ | ----- | ------ | ----- | ------ |
| Lech Poznań        | 2012/13            | Ekstraklasa        | 14    | 0      | –            | –            | –      | –      | –     | –      | 14    | 0      |
| Lech Poznań        | 2013/14            | Ekstraklasa        | 28    | 1      | –            | –            | –      | –      | –     | –      | 28    | 1      |
| Lech Poznań        | 2014/15            | Ekstraklasa        | 23    | 2      | 5            | 3            | 1      | 0      | –     | –      | 29    | 5      |
| Lech Poznań        | 2015/16            | Ekstraklasa        | 28    | 3      | 3            | 0            | 9      | 1      | 1     | 1      | 41    | 5      |
| Lech Poznań        | Ogólnie            | Ogólnie            | 93    | 6      | 8            | 3            | 10     | 1      | 1     | 1      | 112   | 11     |
| UC Sampdoria       | 2016/17            | Serie A            | 35    | 1      | 3            | 0            | –      | –      | –     | –      | 38    | 1      |
| UC Sampdoria       | 2017/18            | Serie A            | 29    | 3      | –            | –            | –      | –      | –     | –      | 29    | 3      |
| UC Sampdoria       | 2018/19            | Serie A            | 32    | 3      | 3            | 0            | –      | –      | –     | –      | 35    | 3      |
| UC Sampdoria       | 2019/20            | Serie A            | 28    | 4      | 2            | 0            | –      | –      | –     | –      | 30    | 4      |
| UC Sampdoria       | Ogólnie            | Ogólnie            | 124   | 11     | 8            | 0            | 0      | 0      | 0     | 0      | 132   | 11     |
| Torino FC          | 2020/21            | Serie A            | 27    | 1      | 3            | 0            | –      | –      | –     | –      | 30    | 1      |
| Torino FC          | 2021/22            | Serie A            | 16    | 0      | 2            | 0            | –      | –      | –     | –      | 18    | 0      |
| Torino FC          | 2022/23            | Serie A            | 20    | 1      | 3            | 0            | –      | –      | –     | –      | 23    | 1      |
| Torino FC          | Ogólnie            | Ogólnie            | 63    | 2      | 8            | 0            | 0      | 0      | 0     | 0      | 71    | 2      |
| Ogólnie w karierze | Ogólnie w karierze | Ogólnie w karierze | 280   | 19     | 24           | 3            | 10     | 1      | 1     | 1      | 315   | 24     |

### Reprezentacyjne
(aktualne na 10 czerwca 2023)
| Reprezentacja | Rok     | Mecze | Bramki |
| ------------- | ------- | ----- | ------ |
| Polska        | 2014    | 5     | 1      |
| Polska        | 2015    | 4     | 0      |
| Polska        | 2016    | 4     | 0      |
| Polska        | 2017    | 5     | 0      |
| Polska        | 2018    | 5     | 0      |
| Polska        | 2020    | 7     | 1      |
| Polska        | 2021    | 10    | 3      |
| Polska        | 2022    | 2     | 0      |
| Polska        | 2023    | 5     | 0      |
| Polska        | Ogólnie | 47    | 5      |

| Mecze i gole w reprezentacji | Mecze i gole w reprezentacji | Mecze i gole w reprezentacji | Mecze i gole w reprezentacji | Mecze i gole w reprezentacji | Mecze i gole w reprezentacji | Mecze i gole w reprezentacji |
| Lp.                          | Data                         | Miejsce                      | Przeciwnik                   | Gol                          | Wynik                        | Rozgrywki                    |
| ---------------------------- | ---------------------------- | ---------------------------- | ---------------------------- | ---------------------------- | ---------------------------- | ---------------------------- |
| 1.                           | 18.01.2014                   | Abu Zabi, ZEA                | Norwegia                     | Gol                          | 3:0                          | towarzyski                   |
| 2.                           | 20.01.2014                   | Abu Zabi, ZEA                | Mołdawia                     |                              | 1:0                          | towarzyski                   |
| 3.                           | 13.05.2014                   | Hamburg, Niemcy              | Niemcy                       |                              | 0:0                          | towarzyski                   |
| 4.                           | 06.06.2014                   | Gdańsk, Polska               | Litwa                        |                              | 2:1                          | towarzyski                   |
| 5.                           | 15.11.2014                   | Tbilisi, Gruzja              | Gruzja                       |                              | 4:0                          | el. ME 2016                  |
| 6.                           | 16.06.2015                   | Gdańsk, Polska               | Grecja                       |                              | 0:0                          | towarzyski                   |
| 7.                           | 11.10.2015                   | Warszawa, Polska             | Irlandia                     |                              | 2:1                          | el. ME 2016                  |
| 8.                           | 13.11.2015                   | Warszawa, Polska             | Islandia                     |                              | 4:2                          | towarzyski                   |
| 9.                           | 17.11.2015                   | Wrocław, Polska              | Czechy                       |                              | 3:1                          | towarzyski                   |
| 10.                          | 01.06.2016                   | Gdańsk, Polska               | Holandia                     |                              | 1:2                          | towarzyski                   |
| 11.                          | 04.09.2016                   | Astana, Kazachstan           | Kazachstan                   |                              | 2:2                          | el. MŚ 2018                  |
| 12.                          | 08.10.2016                   | Warszawa, Polska             | Dania                        |                              | 3:2                          | el. MŚ 2018                  |
| 13.                          | 11.11.2016                   | Bukareszt, Rumunia           | Rumunia                      |                              | 3:0                          | el. MŚ 2018                  |
| 14.                          | 26.03.2017                   | Podgorica, Czarnogóra        | Czarnogóra                   |                              | 2:1                          | el. MŚ 2018                  |
| 15.                          | 10.06.2017                   | Warszawa, Polska             | Rumunia                      |                              | 3:1                          | el. MŚ 2018                  |
| 16.                          | 01.09.2017                   | Kopenhaga, Dania             | Dania                        |                              | 0:4                          | el. MŚ 2018                  |
| 17.                          | 05.10.2017                   | Erywań, Armenia              | Armenia                      |                              | 6:1                          | el. MŚ 2018                  |
| 18.                          | 13.11.2017                   | Gdańsk, Polska               | Meksyk                       |                              | 0:1                          | towarzyski                   |
| 19.                          | 23.03.2018                   | Wrocław, Polska              | Nigeria                      |                              | 0:1                          | towarzyski                   |
| 20.                          | 08.06.2018                   | Poznań, Polska               | Chile                        |                              | 2:2                          | towarzyski                   |
| 21.                          | 07.09.2018                   | Bologna, Włochy              | Włochy                       |                              | 1:1                          | LN 2018/2019                 |
| 22.                          | 11.09.2018                   | Wrocław, Polska              | Irlandia                     |                              | 1:1                          | towarzyski                   |
| 23.                          | 14.10.2018                   | Chorzów, Polska              | Włochy                       |                              | 0:1                          | LN 2018/2019                 |
| 24.                          | 07.09.2020                   | Zenica, Bośnia i Hercegowina | Bośnia i Hercegowina         |                              | 2:1                          | LN 2020/2021                 |
| 25.                          | 07.10.2020                   | Gdańsk, Polska               | Finlandia                    |                              | 5:1                          | towarzyski                   |
| 26.                          | 11.10.2020                   | Gdańsk, Polska               | Włochy                       |                              | 0:0                          | LN 2020/2021                 |
| 27.                          | 14.10.2020                   | Wrocław, Polska              | Bośnia i Hercegowina         | Gol                          | 3:0                          | LN 2020/2021                 |
| 28.                          | 11.11.2020                   | Chorzów, Polska              | Ukraina                      |                              | 2:0                          | towarzyski                   |
| 29.                          | 15.11.2020                   | Reggio nell’Emilia, Włochy   | Włochy                       |                              | 0:2                          | LN 2020/2021                 |
| 30.                          | 18.11.2020                   | Chorzów, Polska              | Holandia                     |                              | 1:2                          | LN 2020/2021                 |
| 31.                          | 01.06.2021                   | Wrocław, Polska              | Rosja                        |                              | 1:1                          | towarzyski                   |
| 32.                          | 08.06.2021                   | Poznań, Polska               | Islandia                     |                              | 2:2                          | towarzyski                   |
| 33.                          | 14.06.2021                   | St. Petersburg, Rosja        | Słowacja                     | Gol                          | 1:2                          | ME 2020                      |
| 34.                          | 19.06.2021                   | Sewilla, Hiszpania           | Hiszpania                    |                              | 1:1                          | ME 2020                      |
| 35.                          | 02.09.2021                   | Warszawa, Polska             | Albania                      | Gol                          | 4:1                          | el. MŚ 2022                  |
| 36.                          | 05.09.2021                   | Serravalle, San Marino       | San Marino                   | Gol                          | 7:1                          | el. MŚ 2022                  |
| 37.                          | 02.09.2021                   | Warszawa, Polska             | Anglia                       |                              | 1:1                          | el. MŚ 2022                  |
| 38.                          | 09.10.2021                   | Warszawa, Polska             | San Marino                   |                              | 5:0                          | el. MŚ 2022                  |
| 39.                          | 12.11.2021                   | Andora, Andora               | Andora                       |                              | 4:1                          | el. MŚ 2022                  |
| 40.                          | 15.11.2021                   | Warszawa, Polska             | Węgry                        |                              | 1:2                          | el. MŚ 2022                  |
| 41.                          | 14.06.2022                   | Warszawa, Polska             | Belgia                       |                              | 0:1                          | LN 2022/2023                 |
| 42.                          | 22.09.2022                   | Warszawa, Polska             | Holandia                     |                              | 0:2                          | LN 2022/2023                 |
| 43.                          | 24.03.2023                   | Praga, Czechy                | Czechy                       |                              | 1:3                          | el. ME 2024                  |
| 44.                          | 27.03.2023                   | Warszawa, Polska             | Albania                      |                              | 1:0                          | el. ME 2024                  |
| 45.                          | 16.06.2023                   | Warszawa, Polska             | Niemcy                       |                              | 1:0                          | towarzyski                   |
| 46.                          | 20.06.2023                   | Kiszyniów, Mołdawia          | Mołdawia                     |                              | 2:3                          | el. ME 2024                  |
| 47.                          | 10.09.2023                   | Tirana, Albania              | Albania                      |                              | 0:2                          | el. ME 2024                  |

## Sukcesy

### Lech Poznań
- Mistrzostwo Polski: 2014/2015
- Superpuchar Polski: 2015

### Wyróżnienia
- Odkrycie roku w Plebiscycie Piłki Nożnej: 2014